# Talnaj
Talnaj (Талнах Talnakh en ruso) es una localidad rusa del krai de Krasnoyarsk a 25 km al norte de Norilsk. Está ubicada a pies de la meseta de Putorana en la península de Taimyr. Desde 2005 pasó a formar parte del término de Norilsk. De acuerdo con el censo de 2010 tiene una población de 47 307 habitantes.
El recurso principal de la ciudad es la minería y la producción en la industria metalúrgica de níquel y otros metales como la talnakhita.

## Historia

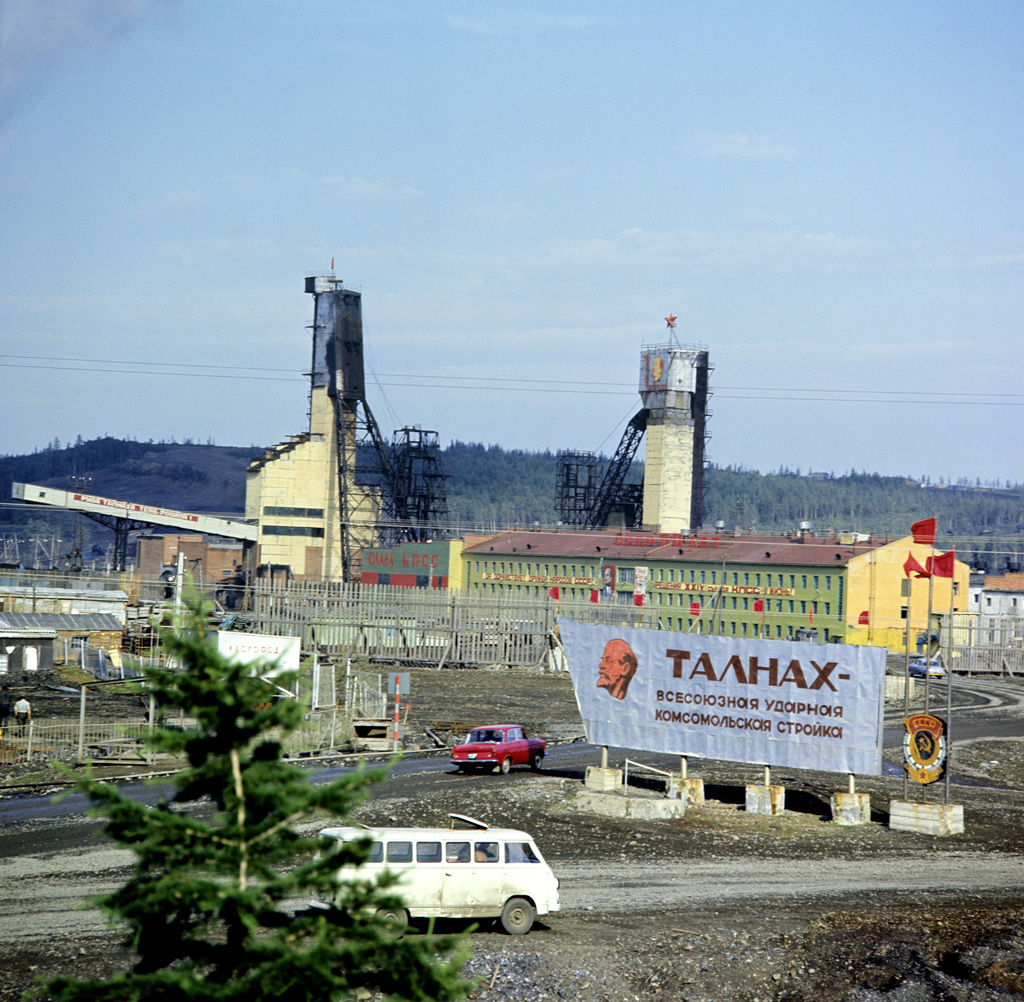
Imagen de las minas de Talnaj en 1974.

Durante la expedición de Norilsk en 1920, Nikolái Urvántsev viajó a los montes Jaraelaj, descubriendo ricos depósitos de carbón, pero no encontraron minerales de sulfuro oxidado como los de Norilsk. El desarrollo de los depósitos de Jaraelaj y la construcción de un posiólok de trabajo comenzaron después del descubrimiento del rico depósito de minerales polimetálicos de cobre-níquel en 1960 por la expedición de G.D. Máslov.
El 24 de agosto de 1960, se colocó el primer pozo con el que comenzó Talnaj. En 1965, se construyó un puente sobre el río Norílskaya. Con el desarrollo intensivo de la base minera, hubo una necesidad de procesamiento de minerales. En diciembre de 1972, el Departamento de Construcción de Talnakhpromstroy comenzó la construcción de la planta de concentración de Talnaj. Desde principios de 1983, el primer mineral de Taimyr se levantó de profundidades donde nadie en el mundo había extraído mineral.
En 1964, Talnaj recibió el estatus de posiólok de trabajo y, en 1982, el estatus de ciudad. En 2004, Talnaj fue privado del estatus de ciudad y se incluyó como parte de la ciudad de Norilsk y en 2005 se transformó en un distrito administrativo de la ciudad de Norilsk.
Actualmente, las minas de Talnaj son la base principal de materias primas de la División Polar de la Compañía de Minería y Metalurgia de Norilsk Nickel.

## Galería

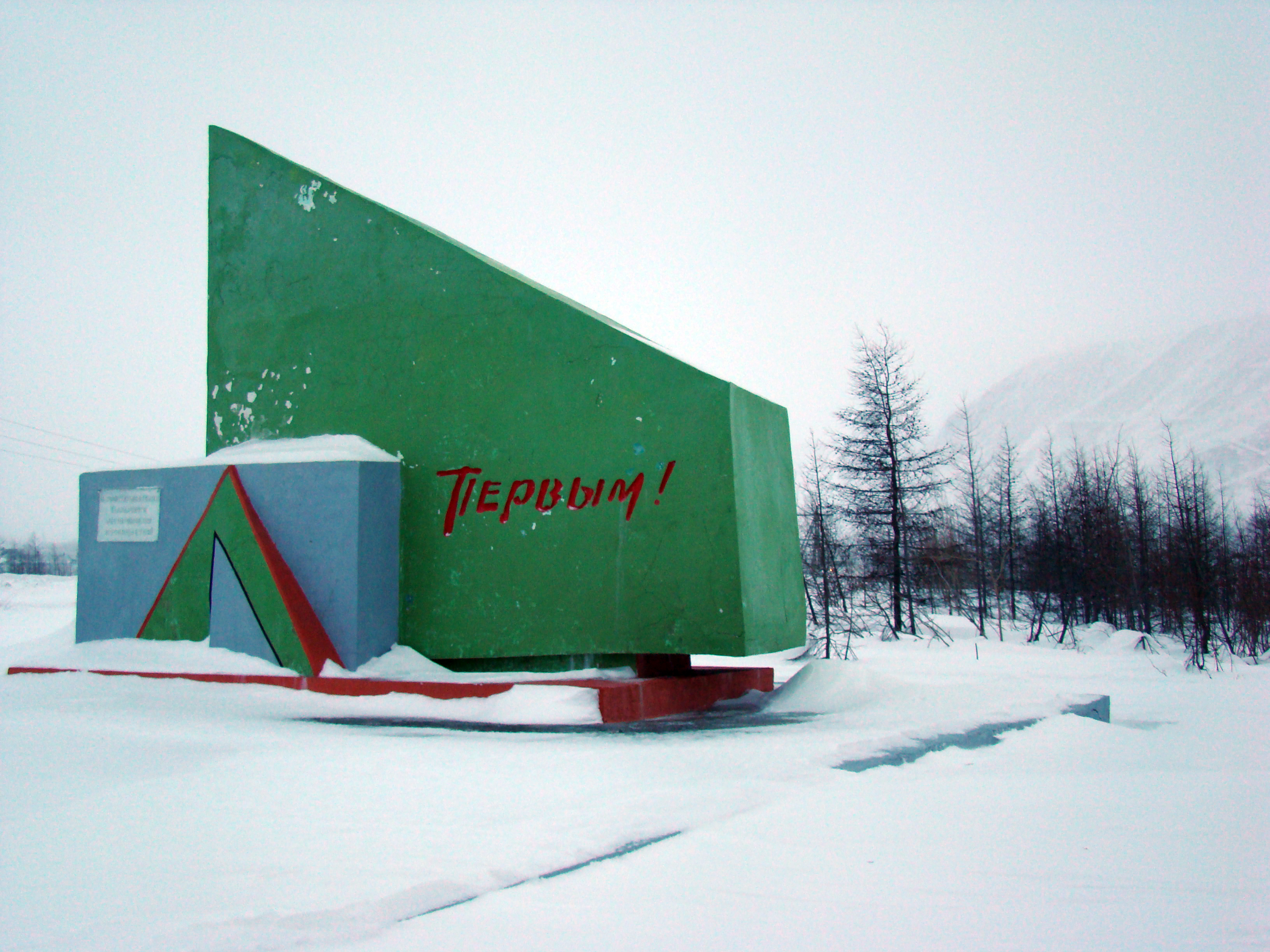
Monumento a los fundadores de Talnaj.
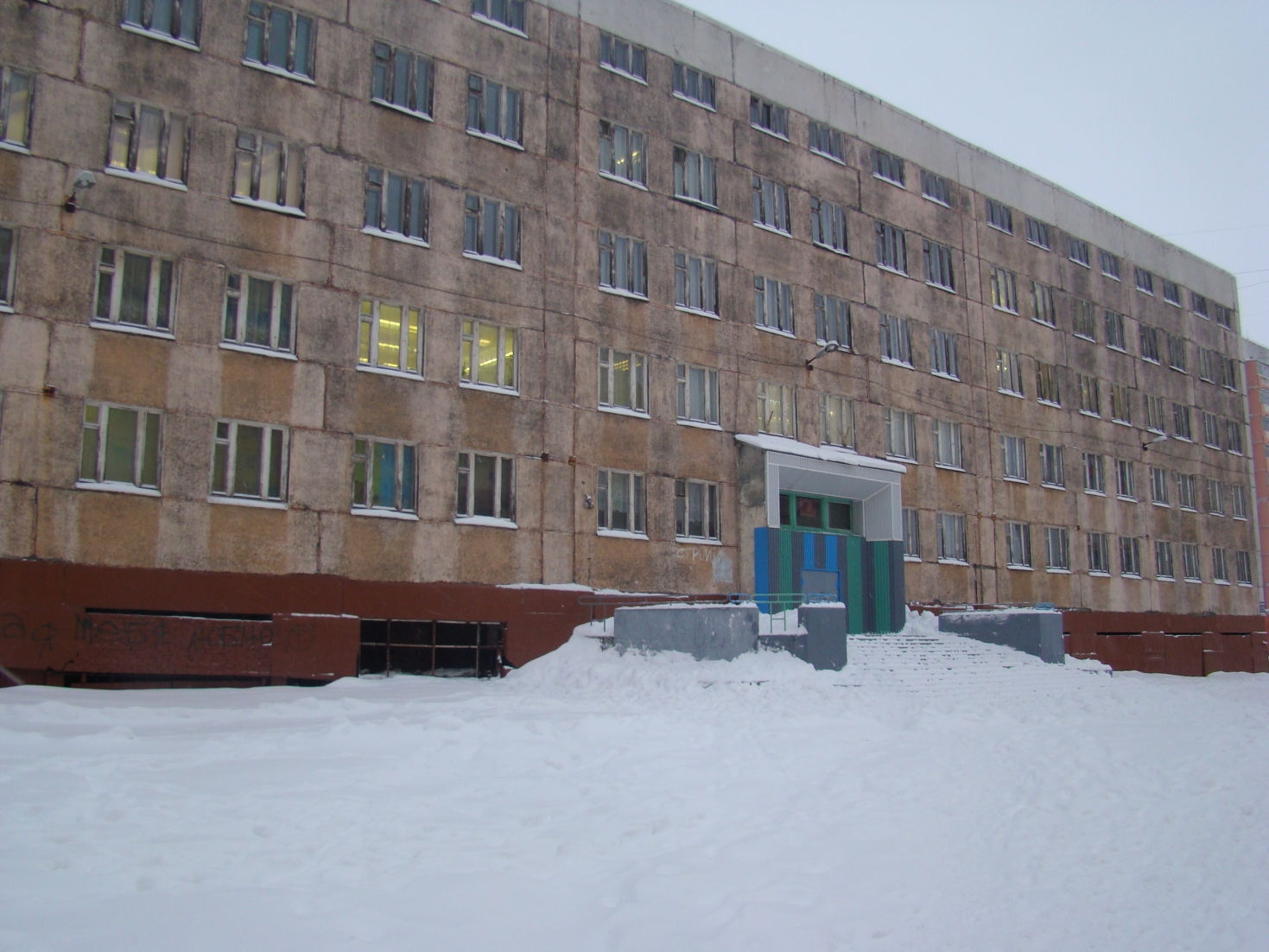
Escuela n.º 43.
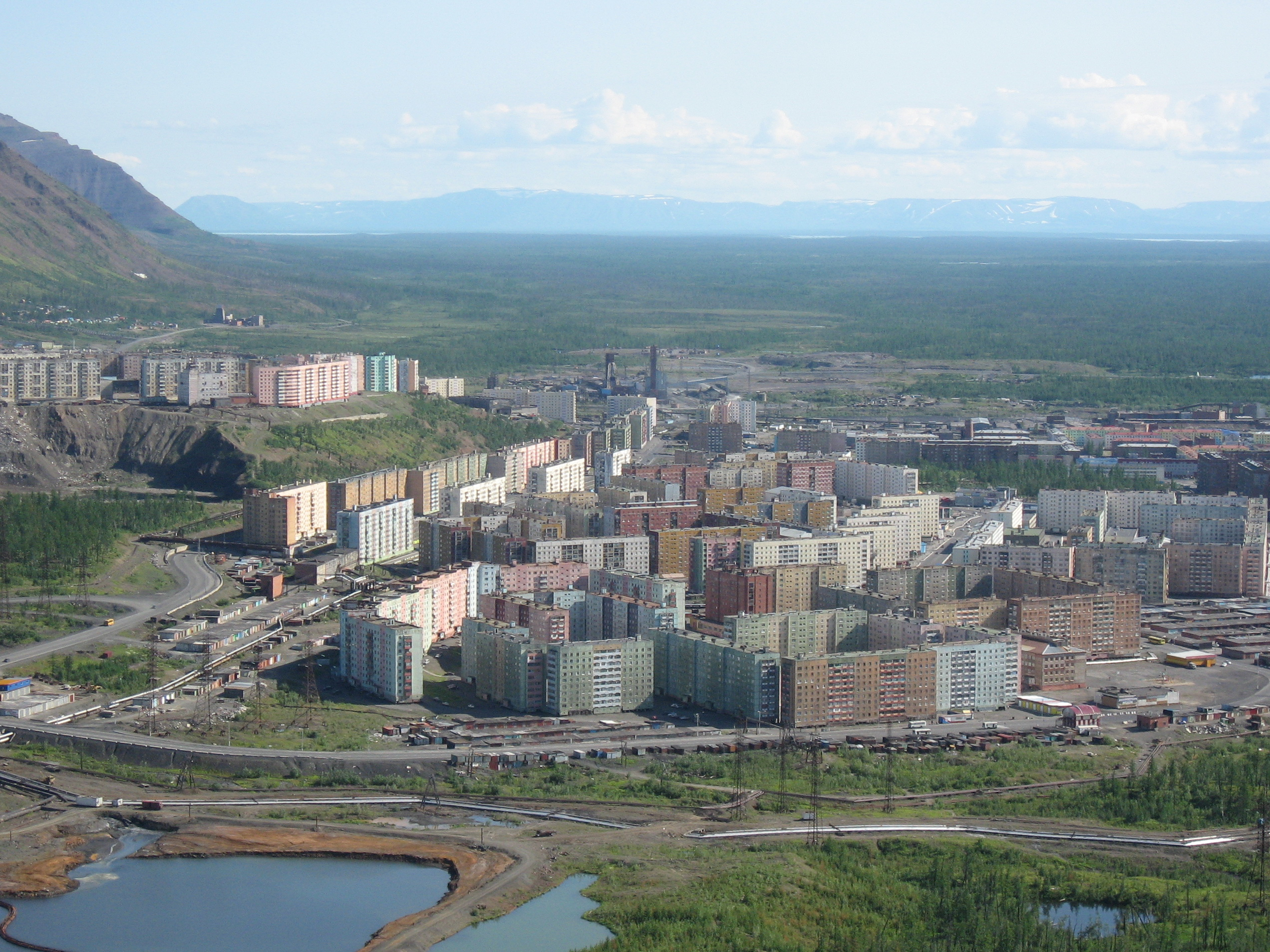
Vista panorámica.
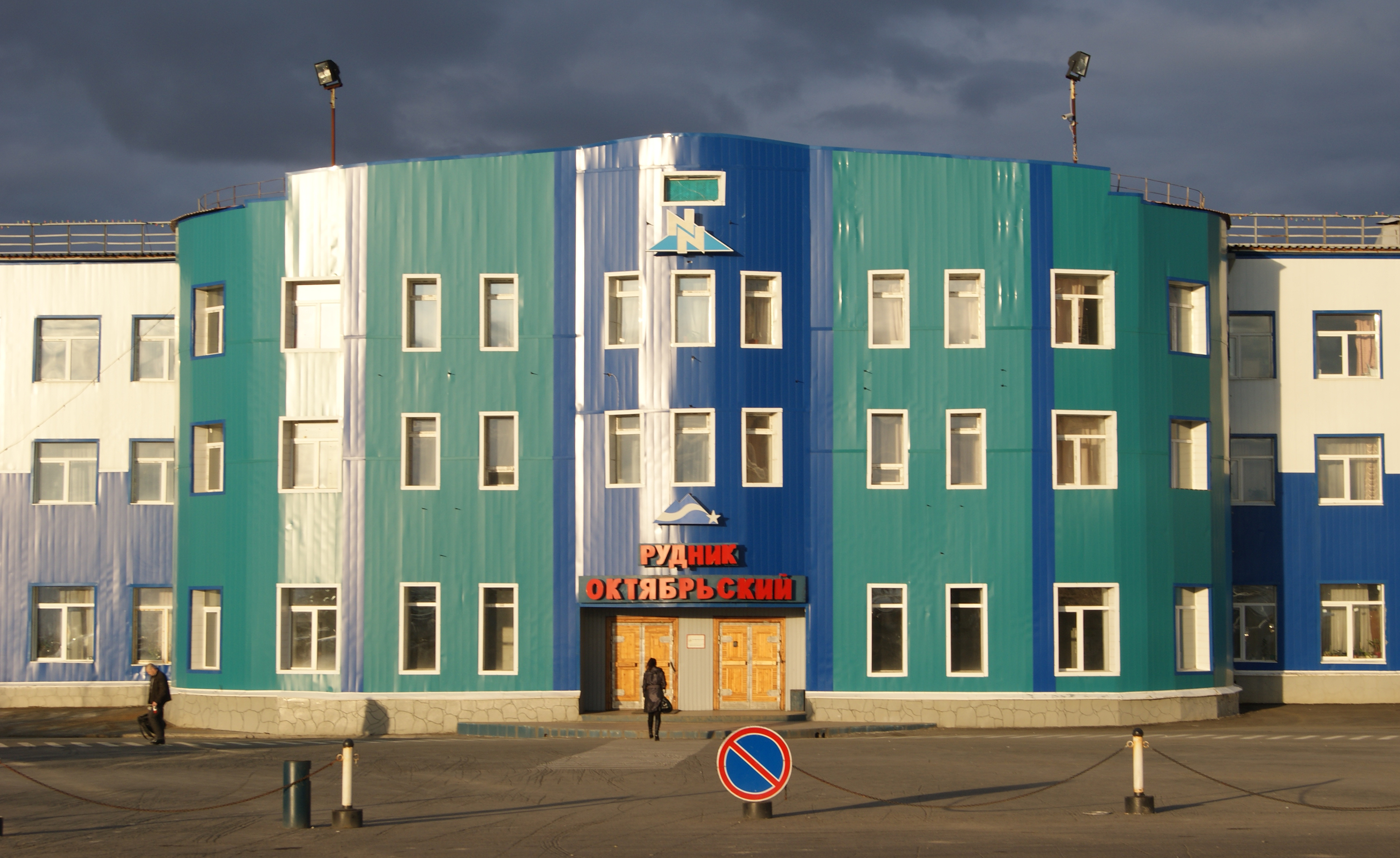
Edificio administrativo de la mina Oktyabrski.